# Slag för slag (1958)
Slag för slag är en svensk dokumentärfilm från 1958 i regi av Per Gunvall. Filmen visar boxningsgalan på Nya Ullevi i Göteborg som ägde rum den 14 september 1958.

### Fotnoter
1. ↑  ”Slag för slag”. Svensk Filmdatabas. http://sfi.se/sv/svensk-filmdatabas/Item/?itemid=4570&type=MOVIE&iv=Basic&ref=/templates/SwedishFilmSearchResult.aspx?id%3d1225%26epslanguage%3dsv%26searchword%3dslag+f%C3%B6r+slag%26type%3dMovieTitle%26match%3dBegin%26page%3d1%26prom%3dFalse. Läst 14 april 2013.